# Dragalovci
Dragalovci är ett samhälle i Bosnien och Hercegovina.   Det ligger i entiteten Republika Srpska, i den centrala delen av landet, 110 km norr om huvudstaden Sarajevo. Dragalovci ligger 181 meter över havet och antalet invånare är 396.
Terrängen runt Dragalovci är platt åt nordost, men åt sydväst är den kuperad.Närmaste större samhälle är Stanari, 4,2 km sydost om Dragalovci. 
Omgivningarna runt Dragalovci är en mosaik av jordbruksmark och naturlig växtlighet. Runt Dragalovci är det ganska tätbefolkat, med 67 invånare per kvadratkilometer.